# ウェールズ語の正書法
ウェールズ語の正書法（ウェールズごのせいしょほう）は、ウェールズ語の単語や定着した借用語を書くために29種類のラテン文字の字母（8種類の二重音字を含む）を使用する。
| マジャスキュール体（大文字） | マジャスキュール体（大文字） | マジャスキュール体（大文字） | マジャスキュール体（大文字） | マジャスキュール体（大文字） | マジャスキュール体（大文字） | マジャスキュール体（大文字） | マジャスキュール体（大文字） | マジャスキュール体（大文字） | マジャスキュール体（大文字） | マジャスキュール体（大文字） | マジャスキュール体（大文字） | マジャスキュール体（大文字） | マジャスキュール体（大文字） | マジャスキュール体（大文字） | マジャスキュール体（大文字） | マジャスキュール体（大文字） | マジャスキュール体（大文字） | マジャスキュール体（大文字） | マジャスキュール体（大文字） | マジャスキュール体（大文字） | マジャスキュール体（大文字） | マジャスキュール体（大文字） | マジャスキュール体（大文字） | マジャスキュール体（大文字） | マジャスキュール体（大文字） | マジャスキュール体（大文字） | マジャスキュール体（大文字） | マジャスキュール体（大文字） |
| ---------------------------- | ---------------------------- | ---------------------------- | ---------------------------- | ---------------------------- | ---------------------------- | ---------------------------- | ---------------------------- | ---------------------------- | ---------------------------- | ---------------------------- | ---------------------------- | ---------------------------- | ---------------------------- | ---------------------------- | ---------------------------- | ---------------------------- | ---------------------------- | ---------------------------- | ---------------------------- | ---------------------------- | ---------------------------- | ---------------------------- | ---------------------------- | ---------------------------- | ---------------------------- | ---------------------------- | ---------------------------- | ---------------------------- |
| A                            | B                            | C                            | Ch                           | D                            | Dd                           | E                            | F                            | Ff                           | G                            | Ng                           | H                            | I                            | J                            | L                            | Ll                           | M                            | N                            | O                            | P                            | Ph                           | R                            | Rh                           | S                            | T                            | Th                           | U                            | W                            | Y                            |
| ミニュスキュール体（小文字） |                              |                              |                              |                              |                              |                              |                              |                              |                              |                              |                              |                              |                              |                              |                              |                              |                              |                              |                              |                              |                              |                              |                              |                              |                              |                              |                              |                              |
| a                            | b                            | c                            | ch                           | d                            | dd                           | e                            | f                            | ff                           | g                            | ng                           | h                            | i                            | j                            | l                            | ll                           | m                            | n                            | o                            | p                            | ph                           | r                            | rh                           | s                            | t                            | th                           | u                            | w                            | y                            |

アキュート・アクセント（ウェールズ語: acen ddyrchafedig）、グレイヴ・アクセント（ウェールズ語: acen ddisgynedig）、サーカムフレックス（ウェールズ語: acen grom、to bach、hirnod）、およびトレマ（ウェールズ語: didolnod）も母音に対して使われるが、アクセント記号付きの文字はアルファベットの一部とは見なされない。
字母jは比較的つい最近、ウェールズ語の正書法に受け入れられた。これは、/dʒ/ 音がウェールズ語でも保持されている英語からの借用語で使用するためであるが、この音は英語の綴りではjで表わされてはいない。例えば garej ("garage") や ffrij ("fridge") などである。より古い英語からの /dʒ/ を含む借用語は、他の様々なやり方で発音され、綴られており、時折SiapanとJapan（"日本"）のような二重語が生じる結果となった。
字母k、q、v、x、およびzは専門用語（kilogram、volt、zeroなど）で使われることがあるが、全ての場合でウェールズ語の字母によって置き換えることができ、多くの場合そうされる（それぞれcilogram、folt、sero）。

## 歴史

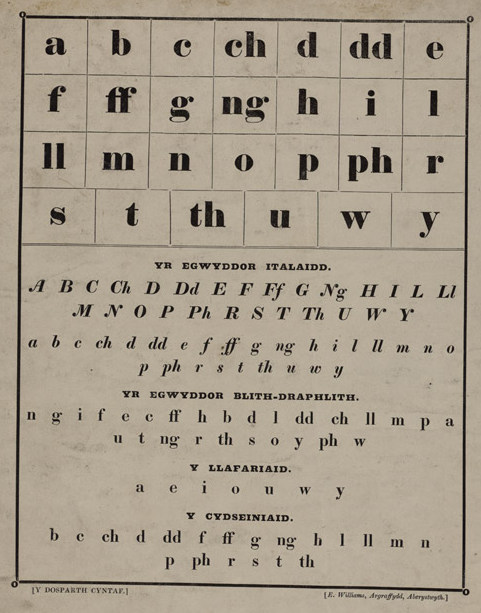
ウェールズ語で印刷された19世紀のウェールズ語アルファベット

ウェールズ語の最古の文字資料は6世紀に書かれたもので、ラテン語アルファベットで書かれている（古ウェールズ語を参照）。この正書法は現代のウェールズ語のものとは異なっている。特に、単語の中間と終わりの有声破裂音 /b, d, ɡ/ を表わすためにp、t、cが使われている点が異なる。同様に、 有声摩擦音 /v, ð/ はbとdを使って書かれていた。
中期ウェールズ語期までに、これは多くのバリエーションを持つようになった。現在では、/b, d, ɡ/ を表すのにb、d、gが使われているものの、これらの音は古ウェールズ語のように書かれることも多かった。また、/v/ はu、v、f、またはwによって表記されることもあった。また、初期の写本では、摩擦音が破裂音と区別されないことが多かった（例えば、/θ/ は現在ではthと表記されるが、tで表わされていた）。現代のアルファベットとは異なり、書記素kも、特に前舌母音の前で使われた。この字母が使われなくなったのは、少くとも部分的にはウィリアム・セイルズベリーのウェールズ語新約聖書とウィリアム・モーガンのウェールズ語訳聖書の出版が原因である。これらの聖書の印刷業者が持っていたのは英語とラテン語のための活字セットであったため、全ての /k/ 音をkと綴るにはkの活字の量が十分でなく、Kの位置でCが使われることになった。これは当時好まれなかったが、標準的な用法となっていった。
この時期、ð（大文字はÐ）も、ddの代用となる字母として使われた。例えば1567年の新約聖書中の一節「A Dyw y sych ymaith yr oll ðeigre oddiwrth y llygeid」はðとddの両方を含む。他の場所では、同じ単語が異なる綴られ方をしている例もある（newydd と newyð）。
印刷業者・出版者のルイス・ジョーンズ（Y Wladfaの共同創業者の1人、パタゴニアのウェールズ語圏の住民）は、ウェールズ語fとff（/v/ と /f/ を表わす）を（英語と同じように）vとfで置き換えた制限のある綴り字改革を好んだ。おおよそ1866年から1886年まで、ジョーンズは植民地で彼が出版/編集した数多くの新聞と定期刊行物でこの新しい綴り方を採用した。しかしながら、 現在では、この慣習の名残は、パタゴニアの地名Trevelin（"工場の町"）だけである（標準的なウェールズ語では Trefelin となるだろう）。
1928年、ジョン・モリス＝ジョーンズが議長を務めた委員会が現代ウェールズ語の正書法を標準化した。
1987年、スティーブン・J・ウィリアムズが議長を務めた委員会がさらに小さな変更を行った。これらの委員会が制定した規約が、現代のすべての作家によって遵守されているわけではない。

## 字母の名前と音価
下の表中の "N" と "S" は、ウェールズ語の北部および南部方言に特異的な変種を示している。ウェールズの至る所で、全ての子音字母が対応する子音にシュワーを加えたものを用いて命名されている別の体系（例えば èc を /kə/ と呼ぶ）も使われている。
| 字母 | 名前                                     | 対応する音                         | 日本語での近い音 |
| ---- | ---------------------------------------- | ---------------------------------- | --- |
| a    | a、アー                                  | /a, ɑː/                            | あ（短母音） / あー（長母音） |
| b    | bi、ビー                                 | /b/                                | バ行の子音 |
| c    | ec、エク                                 | /k/                                | カ行の子音 |
| ch   | èch、エヒ                                | /χ/                                | 強く発音した時の「は」の子音に近い。loch（スコットランド語）。 |
| d    | di、ディー                               | /d/                                | 「だ」、「で」、「ど」の子音 |
| dd   | èdd、エズ                                | /ð/                                | 日本語には存在しない。英語のthese。 |
| e    | e、エー                                  | /ɛ, eː/                            | え（短母音、口を広めに）/ えー（長母音、口を狭めに） |
| f    | èf、エヴ                                 | /v/                                | 日本語には存在しない。英語のof。 |
| ff   | èff、エフ                                | /f/                                | 日本語には存在しない。英語のfour。 |
| g    | èg、エグ                                 | /ɡ/                                | ガ行の子音 |
| ng   | èng、エング                              | /ŋ/                                | カ行・ガ行の前の撥音ん（健康 けんこう）。 |
| h    | aets、アェッ、アーイチ（N）、アイチ（S） | /h/                                | 「は」、「へ」、「ほ」の子音 |
| i    | i、i dot (S)、イー、イー・ドット         | /ɪ, iː, j/                         | 長母音は日本語の「い」に近い。bit（短母音）/ machine（長母音）/ yes（子音として; 母音の前） |
| j    | je、ジェー                               | /d͡ʒ/                               | 語頭および「ん」の後の「じ」・「じゃ」行の子音に近い。英語のjump（借用語でのみ見られる。大抵は英語由来。）                                                                                      |
| l    | el、エル                                 | /l/                                | 「ん」の後にくるら行の子音で使われることが多い。英語のlad。 |
| ll   | èll、エス                                | /ɬ/                                | 日本語や英語には存在しない。無声歯茎側面摩擦音。 |
| m    | em、エム                                 | /m/                                | マ行の子音 |
| n    | en、エヌ                                 | /n/                                | ナ行の子音 |
| o    | o、オー                                  | /ɔ, oː/                            | 日本語の「お」に近い。短いオは少し狭く、長いオーは少し広く。 |
| p    | pi、ピー                                 | /p/                                | パ行の子音 |
| ph   | ffi、フィー                              | /f/                                | 日本語には存在しない。英語のphone。 |
| r    | er、エル                                 | /r/                                | 巻き舌のら行の子音。 |
| rh   | rhi、フリー                              | /r̥/                                | 無声の巻き舌の音。 |
| s    | ès、エス                                 | /s/                                | 「さ」「す」「せ」「そ」の子音。 |
| t    | ti、ティー                               | /t/                                | 「た」「て」「と」の子音 |
| th   | èth、エス                                | /θ/                                | 日本語には存在しない。英語のth。 |
| u    | u (N), u bedol (S)、イー、イー・ベドル   | /ɨ̞, ɨː/ (N) /ɪ, iː/ (S)            | 日本語には存在しない。南部の変種: 英語のbit（短母音）/ machine（長母音）; 北部方言の /ɨ̞, ɨː/ は英語にも存在しない。ルーマニア語の "î" および "â" と同一。英語の roses の "e" に似ている。       |
| w    | w、ウー                                  | /ʊ, uː, w/                         | 長母音は西日本方言の「う」や、標準語での「うー」の音に近い。英語のbook（短母音） / pool（長母音） / wet（子音として）                                                                           |
| y    | ỳ、ア、アー                              | /ɨ̞, ɨː, ə/ (N), /ɪ, iː, ə, əː/ (S) | 南部の変種: 英語のbit（最終音節、短母音）/ machine（最終音節、長母音） above（その他の場所、短母音）/ roses /ɨ̞, ɨː/、"Rosa's" と "roses" を区別する特定の英語方言（例えば一般米語）で見られる。 |

註
1. 1 2 3  文字列siは後ろに母音が続く時は /ʃ/ を示す。同様に、diおよびtiは後ろに母音が続くときにそれぞれ /dʒ/ および /tʃ/ を示す時があるが、これらの音は借用語ではjẁg "jug" や wats "watch" のようにjおよびtsと綴られる。
2. ↑  音素 /h/ を表わすことに加えて、hは書記素mh、nh、ngh、およびrhにおいて無声性（英語版）を示す。また、ギリシア語由来のほとんどの単語 （例えば ffotograff） が ff で綴られているものの、ギリシア語由来の単語（例えば phenol ）において、pの帯気変異（英語版）を示す二重音字 ph がごくまれに見られることがある。
3. 1 2  北部では、字母uとyは、/ɨ̞, ɨː/ではなく、南部と同じように /ɪ, iː/ と時折発音される。これは、先行する母音が /ɪ/ の時、またはyの前または後ろがg /g/ の時、または後ろがw /u/ の時に通例であり、二重母音が形成される。“Morffoleg y Gymraeg”. Geiriadur yr Academi.   Bangor University. 2014年7月25日閲覧。
4. ↑  母音字母yは強勢のない単音節単語（例えば定冠詞 y、や fy "私の"）または非末音節（強勢のあるなしにかかわらない）では /ə/ を示すが、語末の音節（強勢のあるなしにかかわらない）では /ɨ̞, ɨː/ (N) または /ɪ, iː/ (S) を示す。

### 二重母音
| 正書法 | 北部方言     | 南部方言   | 英語（近い音のみ）                                                                      |
| ------ | ------------ | ---------- | --------------------------------------------------------------------------------------- |
| ae     | /ɑːɨ̯/, /eːɨ̯/ | /ai̯/, /ɛi̯/ | eye, may、アイ、エイ                                                                    |
| ai     | /ai̯/         | /ai̯/       | eye                                                                                     |
| au     | /aɨ̯/, /a/    | /ai̯/, /ɛ/  | eye。複数形末尾ではbetの音（南部）およびcatの音（北部）として実現される。アイ、ア、エ。 |
| aw     | /au̯, ɑːu̯/    | /au̯/       | how。アウ。                                                                             |
| ei     | /ɛi̯/         | /ɛi̯/       | eight。エイ。                                                                           |
| eu     | /əɨ̯/         | /əi̯/       | hight。アイ。                                                                           |
| ew     | /ɛu̯, eːu̯/    | /ɛu̯/       | おおよそdを除いたEdwardに似ている。エウ。                                               |
| ey     | /e.ɨ̯/        | /e.ɨ/      | 2つの異なる母音。エイ。                                                                 |
| iw     | /ɪu̯/         | /ɪu̯/       | イウ。                                                                                  |
| oe     | /ɔɨ̯, ɔːɨ̯/    | /ɔi̯/       | boy。オイ。                                                                             |
| oi     | /ɔi̯/         | /ɔi̯/       | boy。オイ。                                                                             |
| ou     | /ɔɨ̯, ɔːɨ̯/    | /ɔi̯/       | boy。オイ。                                                                             |
| ow     | /ɔu̯/         | /ɔu̯/       | throw, Owen, owe。オウ。                                                                |
| uw     | /ɨu̯/         | /ɪu̯/       | イウ。                                                                                  |
| wy     | /ʊ̯ɨ, u̯ɨ/     | /ʊ̯i/       | ウイ。                                                                                  |
| yw     | /ɨu̯, əu̯/     | /ɪu̯, əu̯/   | イウ。アウ。                                                                            |

## 付加記号
ウェールズ語は数多くの付加記号を使う。
サーカムフレックス (ˆ) は長母音を示すために使われる。したがって、â, ê, î, ô, û, ŵ, ŷは常に長母音である。しかしながら、全ての長母音にサーカムフレックスが付いている訳ではなく、サーカムフレックスが付いていない字母a, e, i, o, u, w, yは必ずしも短母音を表わしている訳ではない。
グレイヴ・アクセント (`)  は、大抵他言語から借用された単語で、長母音が通常予想されうる時に短母音を示すために使われる。例えば、pas /pɑːs/（咳）、pàs /pas/（許可証、リフト）; mwg /muːɡ/（煙）、 mẁg /mʊɡ/（マグ）など。
アキュート・アクセント (´) は、多音節単語において強勢のある最終音節を印すために使われることがある。したがって、gwacáu（空にする）やdicléin（下落）といった単語は最終音節に強勢がある。しかしながら、最終音節に強勢がある全ての多音節単語がアキュート・アクセントを持つ訳ではない。例えば、Cymraeg（ウェールズの～）はアクセントなしで書かれる。アキュート・アクセントは、記号なしでは渡り音が予想されるかもしれない場所で、字母wが母音を表わすことを示すためにも使われるかもしれない。例えば、"男らしい" という意味のgẃraidd /ˈɡʊ.raið/（2音節）と、"根" を意味するgwraidd /ˈɡʷraið/（1音節）の対比が挙げられる。
同様に、トレマ (¨) は、2つの隣接する母音が（二重母音ではなく）別々に発音されるべきであることを示すために使われる。しかしながら、トレマは、字母iが 連結 /ij/（後ろには常に母音が続く）を表わすために使われていることを示すためにも使われる。例えば、copïo（写す）は [*/ˈkɔp.jɔ/]（コピョ）ではなく /kɔ.ˈpi.jɔ/（コピヨ）と発音される。
グレイヴ・アクセントとアキュート・アクセントは特に形式張らない書面では省略されることが非常に多く、比較的程度は低いがトレマにも同じことがあてはまる。しかしながら、サーカムフレックスは大抵含められる。発音区別符号付きの母音は照合目的のための固有の字母とは見なされない。

## 正書法からの母音の長さの予測
上述したように、サーカムフレックス付きの母音は常に長く、グレイヴ・アクセント付きの母音は常に短い。もし母音がトレマ付きとすると、その長さはその環境によって決定されなければならない。規則は方言によって異なる。
全ての方言で、強勢のある母音のみが長い可能性がある。強勢のない母音は常に短い。
アクセント記号無しの（強勢のある）母音は長い。
- 単語の最終音節で子音が続かない時: da /dɑː/（良い）。
- 有声閉鎖音b、d、gの前と（llを除く）全ての摩擦音dd、f、ff、th、sの前: mab /mɑːb/（息子）、hoff /hoːf/（好みの）、peth /peːθ/（物）、nos /noːs/（夜）。

アクセント記号無しの母音は短い。
- 強勢のない（前接的）単語: a /a/。
- p、t、c、ngの前: iet /jɛt/（門）、lloc /ɬɔk/（羊を入れておく囲い）、llong /ɬɔŋ/（船）
- ほとんどの子音連結の前: sant /sant/（聖人）、perth /pɛrθ/（生垣）、Ebrill /ˈɛbrɪɬ/（4月）。

母音yは、/ə/ と発音される時は、他の母音が長くなる環境にある時でさえも常に短い: cyfan /ˈkəvan/（全てを含んだ）。狭母音または広めの狭母音（北部では /ɨ/ または /ɨ̞/、南部では /i/ または /ɪ/）として発音される時、yはその他の母音と同じ規則に従う: dydd（日）/ˈdɨːð/（北部）~ /ˈdiːð/（南部）、gwynt（風）/ˈɡwɨ̞nt/（北部）~ /ˈɡwɪnt/（南部）。
l、m、n、およびrの前では、アクセント記号無しの母音は長いこともあれば短いこともある: gwin /ɡwiːn/（ワイン）、prin /prɪn/（ほとんど～ない）; hen /heːn/（古い）、pen /pɛn/（頭）; dyn /dɨːn/ ~ /diːn/（男）; gwyn /ɡwɨ̞n/ ~ /ɡwɪn/ （白い）: stwmo /ˈstuːmo/（たき火を積み上げる）、amal /ˈamal/（しばしば）; celyn /ˈkeːlɪn/（モチノキ）、calon /ˈkalɔn/（心）。最後の4例では南部ウェールズ語発音のみが示されている。北部ウェールズ語では最終音節以外の母音は常に短いためである。nnとrrの前では、母音は常に短い: onn /ˈɔn/（セイヨウトネリコの木々）、ennill /ˈɛnɪɬ/（勝つ） 、carreg /ˈkarɛɡ/（石）。
北部方言では、長母音は強勢があり、単語の最終音節に現われる。最終音節以外の母音は常に短い。上述した規則に加えて、北部方言ではsで始まる子音連結の前で母音は長い: tyst /tɨːst/（目撃者、証人）。llの後ろに子音が続かない時、llの前の母音は短い: gwell /ɡwɛɬ/（より良い）。llの後に子音が続く時は母音は長い: gwallt /ɡwɑːɬt/（髪）。
南部方言では、強勢のある最後から2番目の音節や強勢のある語末音節に長母音が現われるかもしれない。llの前で、最終音節の強勢のある母音は長いこともあるし（例えばgwell "より良い" /ɡweːɬ/）、短いこともある（例えば twll "穴" /tʊɬ/）。しかしながら、llの前のペナルト（最後から2番目の音節）の強勢のある母音は常に短い: dillad /ˈdɪɬad/（服の集合名詞）。 sの前では、最終音節の強勢のある母音は上述したように長いが、ペナルトの強勢のある母音は短い: mesur（寸法、メジャー）/ˈmɛsir/。子音連結の前で母音は常に短い: sant /sant/（聖なる）、gwallt /ɡwaɬt/（髪）、tyst /tɪst/（目撃者）。

## 二重音字
二重音字ch、dd、ff、ng、ll、ph、rh、thはそれぞれ2つの記号を使って書かれるが、これらはすべて単一の字母と見なされる。これは、例えばLlanelli（南ウェールズのタウン）が、英語では8つの字母なのと比較して、ウェールズ語では6つの字母と見なされることを意味する。その結果として、これらはウェールズ語のクロスワードではそれぞれ単一のマスしか占めない。Llそれ自身は実際に中期ウェールズ語では合字として書かれていた。並べ替えは、アルファベットに一致して行われる。例えば、laはlyより前に来て、lyはllaより前、llaはmaより前となる。自動並び換えは、本物の二重音字と字母の並置を区別するために追加の情報が必要な場合があるため、複雑になることがある。例えば、llom は llong（船）の後に来る（ng は /ŋ/ を表わす）が、llongyfarch（祝う; llon〔陽気な〕+ cyfarch〔挨拶する〕に由来）より前に来る（nとgは /ŋɡ/ と別々に発音される）。
上記の二重音字は単一の字母と見なされるものの、単語の頭を大文字にする必要がある時は1つ目の構成字母だけが大文字にされる。
Llandudno, Ffestiniog, Rhuthun等（地名）
Llŷr, Rhian, 等（個人名）
Rhedeg busnes dw i.  Llyfrgellydd ydy hi.（二重音字で始まる文）
二重音字中の2つの字母は、単語全体が大文字で書かれる時のみ、両方とも大文字にされる。
LLANDUDNO,  LLANELLI, Y RHYL（ポスターまた標識など）
単一の字母としての二重音字の地位は、ウェールズ国立図書館やカーディフ大学のロゴで使われている図案化された形式に反映されている。